# Zampelbüdel
Zampelbüdel (auch kurz Zampel) ist die plattdeutsche Bezeichnung des über der Schulter getragenen Frühstücksbeutels der früheren Hamburger Hafenarbeiter. Der Beutel, in dem neben Proviant auch Werkzeug transportiert wurde, war meistens aus Sackleinen oder Segeltuch hergestellt. Der Begriff Zampelbüdel setzt sich zusammen aus dem englischen sample („Probe“) und  dem plattdeutschen Büdel für „Beutel“.
Besonders populär wurde der Zampelbüdel nachdem die Zollgrenze des Hamburger Freihafens eingerichtet worden war. Die Hafenarbeiter nahmen auf dem Heimweg in ihrem Frühstücksbeutel gern hochwertige Zollgüter aus dem Hafen mit, beispielsweise Tabak, Kaffee  und Rum, was in kleinen Proben toleriert wurde – unbenommen dessen, dass die sogenannte Probe manchmal recht umfangreich ausfiel und konfisziert wurde. 